# Puncheon Island
Puncheon Island är en ö i Australien. Den ligger i delstaten Tasmanien, i den sydöstra delen av landet, omkring 300 kilometer norr om delstatshuvudstaden Hobart.
I omgivningarna runt Puncheon Island växer huvudsakligen savannskog. Trakten runt Puncheon Island är nära nog obefolkad, med mindre än två invånare per kvadratkilometer. Genomsnittlig årsnederbörd är 758 millimeter. Den regnigaste månaden är juli, med i genomsnitt 86 mm nederbörd, och den torraste är januari, med 30 mm nederbörd.